# Rolando Salinas
Rolando Salinas, född 1 november 1889, var en friidrottare från Chile. Han deltog vid olympiska sommarspelen 1912.